# Shy
Shy (estilizado como SHY) es una serie de manga de superhéroes japonesa escrita e ilustrada por Bukimi Miki. Originalmente se lanzó como un one-shot de 43 páginas titulado «SHY», y ganó el Gran Premio de los recién llegados en Next Champion de Akita Shoten. Posteriormente el one-shot se publicó en el número de la 7 de la revista Shūkan Shōnen Champion el 12 de enero de 2017, aproximadamente 2 años antes de que la historia recibiera su serialización en la misma revista el 1 de agosto de 2019. Hasta el momento, la serie se ha recopilado en treinta volúmenes tankōbon.
Una adaptación a serie de anime producido por el estudio 8-Bit se emitió entre octubre y diciembre de 2023. Una segunda temporada del anime se emitió entre julio y septiembre de 2024.
La historia sigue a Teru Momijiyama como la heroína japonesa Shy mientras lucha junto a los héroes de la tierra para protegerse del mal y mantener la paz mundial, mientras aprende a controlar su severa timidez y a lidiar con los miedos y las incertidumbres que conlleva ser una heroína. La acompañan otros colegas héroes: Stardust, Century, Lady Black, Meng Long y su amiga y mentora más cercana, Spirits.

## Sinopsis

### Escenario
Mientras el mundo estaba al borde de una Tercera Guerra Mundial, aparecieron superhéroes en todo el mundo para restaurar el orden y lograr una nueva era de paz mundial. Después de que terminó la amenaza de guerra, cada héroe regresó a un país para ayudar con los asuntos domésticos, donde fueron rápidamente aceptados por sus respectivos ciudadanos. Para comunicarse mejor entre sí, todos los héroes se reúnen en el Heroes' Hideout (ヒーローたちの隠れ家が Hīrōtachi no Kakurega?), una estación espacial utilizada para supervisar y discutir asuntos en la Tierra. Gran parte del poder y la historia de Shy trata sobre las personas y su «corazón», que está protegido por los héroes o manipulado por los villanos. Cada héroe está equipado con un par de Brazaletes de conversión de corazón (天心輪 Tenshinrin?) que les permiten transformar su apariencia de civil a héroe y comunicarse con otros en cualquier idioma. Cuando un héroe sincroniza su corazón con los brazaletes, se convierte en la fuente del poder y las habilidades de cada héroe al almacenar «Poder del corazón» para usarlo cuando se considere adecuado. Cuanto más fuerte es la convicción y determinación de uno, más poderoso puede llegar a ser. Si el poder del corazón de un héroe se agota, vuelve a su forma civil. Por otro lado, los villanos pueden manipular un corazón obligando a una persona a usar un tipo especial de anillo, que están conectados a su líder, como resultado de que los anillos están hechos de partes de su corazón. Estos anillos tienen el poder de extraer los sentimientos más profundos y extremos del corazón, que pueden manifestarse como cristales negros en el cuerpo. Este tipo de corazón también tiene la capacidad de crear un dominio de tamaño variable, como una utopía personal.

### Argumento
Teru Momijiyama es la heroína representante de Japón, que se hace conocer con el nombre de heroína «Shy» como resultado de su extrema timidez. Al principio, a pesar de todos sus mejores esfuerzos, una combinación de una presentación fallida para hablar en público en un parque de diversiones y un rescate fallido de un accidente de montaña rusa en el parque antes mencionado la obligó a perder sus poderes y aislarse durante un mes después de que el público la culpara por causar lesiones a un pasajero. Esto da como resultado que más tarde recupere sus poderes y la mayor parte de su confianza después de una charla de ánimo de su amigo héroe Spirits y de ver la determinación de un niño de salvar a las víctimas de un edificio en llamas. Ahora, con renovada determinación, mientras lucha contra sus defectos personales, mejora para convertirse en una heroína mejor y más segura, y lucha junto a sus colegas héroes en todo el mundo, defiende al mundo contra Amalareiks (アマラリルク Amarariruku?), una malvada organización que apareció poco después de que el mundo estuviera en paz después de que terminó la amenaza de una guerra mundial. El grupo fue creado por Stigma, su líder, para promover sus sueños de un mundo perfecto solo para niños.

## Personajes

### Héroes
Teru Momijiyama (紅葉山 テル Momijiyama Teru?) / Shy (シャイ Shai?)
 Seiyū: Shino Shimoji, Danna Alcalá (español latino)
País: Japón
Teru es la protagonista principal de la historia. Fue elegida para ser la heroína de Japón cuando aún asistía a la escuela secundaria. Como su nombre de héroe implica, es muy tímida hasta un grado casi paralizante. A pesar de ello, trabaja incansablemente como representante de su país. Como la heroína Shy, viste un traje blanco con un visor blanco, una capucha de dos colas y una máscara antigás. Viaja con un compañero héroe robótico, N-Villio (エヌ・ヴィリオ Enu-Virio?), a quien llama «Ebio» (えびお?), ya que parece un camarón. Ella tiene la capacidad de convertir su poder del corazón de sus Brazaletes de conversión de corazón en llamas.
Pepesha Andranof (ペペシャ・アンドレアノワ Pepesha Andoreanowa?) / Spirits (スピリッツ Supirittsu?)
 Seiyū: Mamiko Noto, Cynthia Chong (español latino)
País: Rusia
Pepesha es amiga y mentora de Teru y es muy cercana a Teru hasta el punto en que a veces puede ser demasiado protectora con ella. Aunque es una alcohólica a la que le gusta beber vodka ruso, un hábito que heredó de su madre, los demás todavía la ven como una persona muy confiable. Como la heroína Spirits, viste un traje negro debajo de una camisa azul con cuello alto y tiene un cinturón utilitario en la cintura. Sus Brazaletes de conversión de corazón le permiten manipular gases y convertir su propio cuerpo en humo. Ella tiene la habilidad de volar.
Davie Wonder Jones (ディヴィー・ワンダー・ジョン Divī Wandā Jon?) / Stardust (スターダスト Sutādasuto?)
 Seiyū: Shin-ichiro Miki, Óscar Garibay (español latino)
País: Reino Unido
Además de ser una estrella de rock y filántropo, David es el fundador de Black Cross, una organización de ayuda internacional. A pesar de que parece caritativo, sus compañeros héroes lo conocen como una persona apática y sin corazón que se sabe que usa medios drásticos y poco éticos mientras lleva a cabo su heroísmo. Como el héroe Stardust, viste un traje negro completo con una estrella en el medio, tiene el cabello rubio peinado hacia atrás y usa un par de anteojos con montura roja. Con sus Brazaletes de conversión de corazón, tiene la capacidad de controlar el flujo de lo que sea que esté a su alrededor, lo que puede usar para redirigir los ataques entrantes. Es excepcionalmente hábil en el combate cuerpo a cuerpo.
Pilse Dunant (ピルツ・デュナン Pirutsu Dyunan?) / Lady Black (レディ・ブラック Redi Burakku?)
 Seiyū: Sayumi Suzushiro, Ale Pilar (español latino)
País: Suiza
Pilse tiene el poder de curar a otros. Por eso es estudiante de enfermería y miembro de Black Cross. Ella usa piernas artificiales debido a que las perdió en un accidente pasado. Aunque tiende a tener un poco de lengua afilada y mal genio, se preocupa por aquellos a los que ayuda. Como la heroína Lady Black, usa un vestido negro con una parte superior blanca, luce anteojos negros enmarcados y lleva un bolso rojo. Puede producir un largo vendaje negro con sus Brazaletes de conversión de corazón.
Li Ming Ming (リー・ミンミン Rī Minmin?) / Meng Long (ミェンロン Myenron?)
 Seiyū: Ayumu Murase
País: China
Li es un adolescente delgado y un héroe con una personalidad tranquila. No solo es malo peleando, sino que también se siente inseguro por no verse tan intimidante como otros hombres. Aspira a hacerse más fuerte, pero también desea poder salvar a los necesitados sin tener que luchar. Debido a su apariencia femenina, la mayoría de la gente lo confunde con una chica. Como el héroe Meng Long, viste una blusa estilo chifón tradicional china blanca y negra. Sus brazaletes de conversión de corazón tienen la capacidad de blandir garras de su propio poder del corazón para poner a sus enemigos a dormir por un corto tiempo. También se encuentra durmiendo en momentos extraños.
Adam Rockwell (アダム・ロックウェル Adamu Rokkuweru?) / Century (センチュリー Senchurī?)
País: Estados Unidos
Adam es un héroe además de un coronel militar. Tiene una personalidad seria y un alto sentido de orgullo como héroe. Tiene una estructura musculosa, siempre está haciendo ejercicio y es alguien que parece ser sensible a su salud. Como el héroe Century, viste un traje blanco y rojo con cuernos en su máscara. Al igual que Spirits, tiene la capacidad de volar.
Gelm Stein (ゲルム・シュタイン Gerumu Shutain?) / Doktor Schwarz (ドクター・シュヴァルツ Dokutā Shuvuarutsu?)
 Seiyū: Naomi Kusumi
País: Alemania
Gelm es el director del departamento médico de Black Cross. Trabaja junto a Lady Black. Como el héroe Doktor Schwarz, tiene barba y gafas en la frente. Tiene una personalidad amistosa y tiende a reírse de los desvaríos de su asistente.
L'Arc Materia Renoir (ラールク・マテリア・ルノアール Rāruku Materia Runoāru?) / La Toile (ラヴォワール Ravowāru?)
País: Francia
L'Arc es apodado «El artista del espacio». Es un héroe artista habilidoso al que también le gusta gastar bromas a la gente. Como el héroe La Toile, viste una chaqueta acolchada blanca y tiene el pelo blanco con una raya roja al frente. Se le puede ver llevando herramientas de arte. Puede cambiar la apariencia de una persona usando su arte.
Ananda Varma (アナンダ・ヴァルマ Ananda Varuma?) / Nirvana (ニルヴァーナ Niruvāna?)
País: India
Ananda es miembro de un grupo inadaptado de superhéroes conocido como Shining Six. Conoce a la hermana de Teru, la heroína original de Japón, Mei Momijiyama, que usó el nombre de héroe Shine. Los Shining Six continúan los pasos de Shine después de su muerte, ya que originalmente ayudó a unir al grupo. Como el héroe Nirvana, viste pantalones blancos y una blusa blanca con los brazos expuestos.
Seva Wang-Chai (セーヴァ・ワングチャイ Sēva Wanguchai?) / Indra (インドラ Indora?)
País: Tailandia
Seva es miembro de los Shining Six. Cuando Shine aún vivía, la amaba como si fuera su propia hermana. Como el héroe Indra, lucha con un arte de palo que está cubierto de descargas eléctricas.
Rosalia Peacock (ロザリア・ピーコック Rozaria Pīkokku?) / Pavoreal (パーヴォリア Pāvoria?)
País: España
Rosalía es miembro de los Shining Six. Ella es la mejor asesina de España que está casada con el miembro de Shining Six, Omega Rodríguez.
Nyerko Armstrong (ニェルコ・アームストロング Nyeruko Āmusutorongu?) / Rampage (ランペィジ Ranpeiji?)
País: Grecia
Nyerko es miembro de los Shining Six. Como el héroe Rampage, tiene la capacidad de manipular y usar metal a su alrededor.
Omega Rodriguez (オメガ・ロドリゲズ Omega Rodorigezu?) / Juggernaut (ジャガナート Jaganāto?)
País: México
Omega es miembro de los Shining Six. Anteriormente un guardia de los oficiales de la mafia, estaba en desacuerdo con la organización de Rosalia, pero luego se convirtieron en marido y mujer.
Weibu Wang (ウェイブ・ワン Ueibu Wan?) / Pulse (パルス Parusu?)
País: Singapur
Weibu es miembro de los Shining Six. Como el héroe Pulse, utiliza herramientas especiales para ayudarse en la batalla, como drones con pistolas y cables eléctricos de control de disturbios. También tiene un movimiento especial de «Ola fatal» que le permite manipular campos eléctricos para controlar varios dispositivos electrónicos o para usarse como una pistola paralizante cuando sus cables están adheridos a un cuerpo humano.
Unilord (天帝 Yuni-Rōdo?) / Eunnie (ユニっち Yunicchi?)
 Seiyū: Kikuko Inoue, Casandra Acevedo (español latino)
Unilord es una emperatriz celestial que es la líder de los héroes del mundo. Vive en el escondite de los héroes y supervisa las actividades de los héroes del mundo en la Tierra. No es una heroína, pero tiene una gran autoridad y da órdenes a los héroes como supervisora. Aunque emana un aire de nobleza, es de voz suave y, a veces, cuenta chistes.

### Amalareiks
Stigma (スティグマ Sutiguma?)
 Seiyū: Mutsumi Tamura, José Luis Piedra (español latino)
Stigma es el líder de Amalareiks. Se desconoce su verdadero nombre, ya que «Stigma» es como lo llaman Uni-Lord y otros héroes, que luego acepta y lo usa para sí mismo. Él desea crear un mundo libre de adultos, uno apto solo para niños. Para ello, formó Amalareiks reuniendo a los niños fallecidos, tomando sus corazones, convirtiendo sus anhelos en realidad, y otorgando un nombre a todas sus creaciones. Utiliza anillos que se hicieron con partes de su corazón para manipular la oscuridad en los corazones de otras personas. También puede atacar a sus oponentes usando cristales de poder oscuro.
Thumping (ドキ Doki?)
Thumping es un niño que es confundido con una niña cuando Shy y su escuadrón lo conocen por primera vez debido a su amor por las cosas lindas, y esto lo hace explotar en un ataque de ira. Puede tender a ser cabeza hueca y de mente simple. Se unió a Amalareiks debido a su experiencia de verse obligado a actuar de la manera que otros querían que lo hiciera y de que el mundo rechazara su forma deseada. Él cree que los hombres deben ser bonitos. Se desconocen sus habilidades, pero sus cuernos y garras crecen a un tamaño enorme cuando sus emociones se apoderan de él.
Kfufu (クフフ Kufufu?)
 Seiyū: Rina Hidaka
Kfufu tiene una risa característica, de donde obtiene su nombre. Se refiere a sí misma en tercera persona y le gusta jugar y bromear con los héroes. Ella sonríe y se ríe porque cree que está en paz mientras lo haga. Ella también cree que no importa cómo se sienta una persona, la risa conducirá a la paz, y piensa que fue creada y deseada para llenar el mundo de risa debido a esto. Tiene la capacidad de atraer cosas hacia ella y almacenar objetos grandes y pequeños en su disfraz.
Sveta (ツィベタ Tsibeta?)
 Seiyū: Miyuki Sawashiro
Conocida anteriormente como Lenya Andranof (レターナ・アンドレアノワ Retāna Andoreanowa), era la madre de Pepesha. Nació y creció en el Orfanato Yurii. La afición de Pepesha por el alcohol se debía a que en su pobreza, Lenya solo era feliz y reía como una niña cuando bebía. Crio a Pepesha como madre soltera en la pobreza extrema, pero un día mientras regresaba a casa después de haber comprado un pastel, un ladrón le roba la cartera y la empujó contra un puente, ocasionando que Sveta muera ahogada en el río. Envió una carta de consejo antes de su muerte y Pepesha fue acogida en el mismo orfanato que ella. Ella es revivida por Stigma bajo el nombre de Sveta usando los deseos de Spirits. Su objetivo es crear un mundo donde los niños puedan vivir una vida feliz. Su apariencia juvenil la hace parecerse a Spirits cuando era un bebé. Ella tiene el poder de manipular el hielo.
Hollow (ウツロ Utsuro?) / Mai Tennoji (天王寺 昧 Ten'nōji Mai?)
Hollow es una ex shinobi que se escapó de su pueblo natal de Sōga Village para unirse a Amalreiks. Abandonó su entrenamiento shinobi porque no le gusta pelear y prefiere vivir una vida pacífica. Poco después, su actitud cambió y atravesó el corazón de su hermana con una espada que irradiaba poder maligno, llamada «Vacío». Ella tiene la habilidad de borrar mentes.
Kirakira (キラキラ?) / Aika Kirahoshi (綺羅星 愛歌 Kirahoshi Aika?)
Kirakira es una miembro de Amalareiks con una personalidad tsundere. Instantáneamente se enamora de Teru cuando las dos se encuentran por primera vez, queriendo casarse con ella. Luego invita a Teru a su casa, donde intenta convertir el corazón de Teru revelando uno de los anillos de Stigma para obligar a Teru a ponérselo como un «anillo de compromiso», para que sea «suya para siempre».

### Otros
Iko Koishikawa (小石川 惟子 Koishikawa Iko?)
Iko es una niña de 14 años que fue salvada por Shy de una montaña rusa rota, aunque terminó lastimándose la pierna en el proceso, por lo que se culpó a Shy. Poco después, Shy la salvó nuevamente después de que Stigma manipulara su corazón, obligándola a usar uno de sus anillos. A medida que se acerca a Teru, termina transfiriéndose a su escuela, ya que está más cerca de su casa. Tiene un hermano menor, que también fue salvado por Shy.
Ai Tennoji (天王寺 曖 Ten'nōji Ai?)
Ai es una shinobi y princesa de Sōga Village. Insatisfecha de estar resguardada en su vivienda natal, se escapó en busca de libertad y el anhelo de ver el mundo exterior. Ella es la hermana mayor de Mai, quien fue apuñalada en el corazón por la espada de su hermana. La herida no la mató, pero la dejó profundamente herida y causó daños en sus funciones motoras. Al igual que su hermana, lleva una espada, llamada «Purity», que tiene el poder de conocer los sentimientos de quienes la tocan.
Tokimaru (朱鷺丸?)
Tokimaru es un compañero shinobi de Sōga Village que tiene la tarea de proteger a Ai. Ha sido amigo de Ai y Mai desde que los tres eran niños, ya que todos soportaron el mismo entrenamiento shinobi juntos. Al principio, trata de obligar a Ai a regresar a su aldea, pero luego decide dejarla hacer lo que quiera, mientras la sigue vigilando desde lejos.

## Producción
En 2016, Miki escribió e ilustró un one-shot de 43 páginas titulado «SHY», que ganó el Gran Premio de los recién llegados en Next Champion de Akita Shoten, un concurso para autores de manga emergentes, en la segunda mitad de ese año. Luego, el one-shot se publicó en el número 7 de Shūkan Shōnen Champion el 12 de enero de 2017, aproximadamente 2 años antes de que la historia recibiera su serialización completa.

## Contenido de la obra

### Manga
Shy está escrito e ilustrado por Bukimi Miki. La serie comzó a serializarse en la revista de manga shōnen Shūkan Shōnen Champion de Akita Shoten desde el 1 de agosto de 2019, en el número 35. Akita Shoten recopil sus capítulos individuales en volúmenes tankōbon. El primer volumen se lanzó el 6 de diciembre de 2019, y hasta el momento se han lanzado treinta volúmenes.
El manga ha sido licenciado en muchos otros países de Europa a partir de 2020: en Francia por Kana en septiembre de 2020, en Alemania por Kazé en octubre de 2020, en España por Panini Comics en abril de 2021 y en Italia por Planet Manga en agosto de 2021. En julio de 2022, en Anime Expo, Yen Press anunció que obtuvo la licencia de la serie para su publicación en inglés en América del Norte.

### Anime
El 6 de octubre de 2022, se anunció una adaptación de la serie a anime producido por el estudio 8-Bit. La serie será dirigida por Masaomi Andō, con la dirección asistente de Kōsaku Taniguchi, guiones escritos por Yasuhiro Nakanishi, diseños de personajes principales a cargo de Yūichi Tanaka con diseños adicionales de Risa Takai y Akihiro Sueda, y música compuesta por Hinako Tsubakiyama. Se estrenó en octubre de 2023 en TV Tokyo y otras televisoras. El tema de apertura es "Shiny Girl" de MindaRyn. Crunchyroll obtuvo la licencia de la serie fuera de Asia.
Se anunció una segunda temporada después del episodio final de la primera temporada el 19 de diciembre de 2023. Su estreno está previsto para julio de 2024.
El 20 de septiembre de 2023, Crunchyroll anunció que la serie había recibido un doblaje en español latino, la cual se estrenó el 23 de octubre.

## Recepción
Escribiendo para OTAQUEST, Jacob Parker-Dalton comparó a Shy con un manga similar, My Hero Academia de Kōhei Horikoshi, que se publica en la revista semanal de manga shōnen de Shūeisha, Shūkan Shōnen Jump. Si bien señaló que ambos mangas comparten similitudes en un nivel básico, como que ambos protagonistas son jóvenes superhéroes novatos y un planeta habitado por personas con superpoderes, profundizó en las diferencias entre las dos historias. Señaló que Shy no tiene tantos héroes en comparación con My Hero Academia, y también escribió sobre lo más oscuro y misterioso que es el villano principal, diciendo que Stigma «es decididamente más oscuro, ya que se alimenta de las partes más oscuras del corazón humano para convertir a las víctimas en el tipo de monstruos corruptos que verías en un episodio de los sábados por la mañana de Sailor Moon». Y también cómo él «es decisivamente más siniestro ya que su identidad y motivos permanecen envueltos en un misterio». Finalmente, al señalar el drama más serio de la historia, escribe: «La propia ineptitud [de Shy] como héroe, causada en cierta medida por su carácter tímido, ahora podría conducir a una pérdida tangible de vidas humanas. La mayor parte del primer volumen de la serie y el arco principal trata sobre este drama humano muy real, como el que probablemente nunca se publicaría en Shūkan Shōnen Jump».
Steven Blackburn de Screen Rant elogió a Shy, llamándolo un manga «subestimado», y también elogió cómo la historia «profundiza de manera experta en las inseguridades tanto del héroe como del civil en formas originales que otros editores, incluidos DC y Marvel, aún no han logrado».
En 2020, el manga fue nominado para el sexto Next Manga Award en la categoría de manga impreso.